# Mesogobius nonultimus
Mesogobius nonultimus är en fiskart som först beskrevs av Iljin, 1936.  Mesogobius nonultimus ingår i släktet Mesogobius och familjen smörbultsfiskar. Inga underarter finns listade i Catalogue of Life.